# Сутовський

Сутовський герба Побуг

Суто́вський (пол. Sutowski) — старовинний дворянський рід герба Побуг.
Побуг — один зі старих і найпочесніших гербів Речі Посполитої. На думку професора краківського університету Францішека Пекосінского, герб «Побуг» відомий з VIII—IX ст. і має рунічне походження.
Друга руна старшого футарку Уруз вказує на високе положення її володаря. Рід Побуг заснований вождем одного з готських племен у 150 р. н. е., що асимілювалося з Ободритами — середньовічним союзом племен полабских слов'ян. Спочатку цей герб належав молодшій гілці володарів Польщі до П'ястів князівської династії Попелів.
З XII століття рід Побуг активно брав участь в розвитку польської держави. У 1190 році шляхтичі герба Побуг брали участь у звитяжному хрестовому поході проти племен язичників Пруссії і Ятвягії під командою Казимира Другого. За зусилля роду в поширенні християнства Папа Римський Бенедикт VIII дарував хрест на герб, а за вірну службу польський король Болеслав I Хоробрий затвердив дар Папи Римського і додав в нашоломок герба зображення хорта, поверненого управо. Так сформувалася в геральдиці форма цього герба.
З розширенням Польської держави відбувається дроблення роду, що мав право на герб Побуг на окремі сім'ї, які стали іменуватися по назві підконтрольної їм території. Усі вони використали герб Побуг. Одна з таких сімей отримала прізвище Сутовський (Sutowski).
У 1410 році Побуг клан брав участь у Грюнвальдській битві — найбільшій і найвідомішій битві в Європі того часу, у якій польські й литовські армії дістали перемогу над Тевтонським орденом. Воїнів сімей очолював воєвода Якуб Конецпольський (Jakub Koniecpole), палатин Серадза (palatinus Sieradz). Грюнвальдська битва (Танненбергська, 15 липня 1410) — вирішальна битва «Великої війни» 1409—1411 між Польщею, Великим князівством Литовським, з одного боку, і Тевтонським орденом — з іншого.

## Опис герба
У блакитному полі(спочатку в червоному полі) срібна підкова із золотим кавалерським хрестом на дузі. У клейноді над шоломом в короні половина срібного хорта управо.

## Підданство
- Річ Посполита
- Царство Польське
- Російська імперія